# سنب‌سن
سِنِب‌سِن (به انگلیسی: Senebsen) ملکه همسر مصر باستان و همسر فرعون نفرحتپ یکم در دوران دودمان سیزدهم مصر بود.

## شواهد تاریخی
او در یک کتیبه سنگی در جزیره سهیل ذکر شده است، جایی که اعضای خانوادهٔ پادشاه نام برده شده‌اند (اما خود پادشاه در آن نیامده است). علاوه بر این، او در یک اسکراب و در آرامگاهی در الکاب نیز ذکر شده است؛ در آنجا از دخترش، نفرحُتپ، نیز یاد شده است.

### مُهر برلین آ. ام ۳۲۶۳۰
یک اسکراب از جنس سنگ صابون که متعلق به خدمتکاری به نام سِنِب‌سِن بوده است.
لقب‌های او عبارت‌اند از: «همسر پادشاه» و «خنمت‌نفرحدجت».

### کتیبه سنگی اس‌ئی‌اچ ۱۶۲
با عنوان «همسر پادشاه».
در این کتیبه، او پس از والدین نفرحتپ یکم، اما پیش از برادران و فرزندان او ذکر شده است.
در این یادبود همچنین از یکی از آشنایان پادشاه به نام نِب‌عنخ (پی‌دی ۲۹۴) و خزانه‌داری به نام سِنِبی (پی‌دی ۶۳۴) نیز نام برده شده است.

### آرامگاه الکاب، آرامگاه شماره ۶۴ (۹)
با عنوان «همسر پادشاه».
در اینجا، او به‌عنوان مادر نفرحوتپ (با عنوان «سرور نجیب») معرفی شده که با رئیس خانهٔ بزرگ، رِسِنب، ازدواج کرده بود.
نفرحوتپ نیز مادر حتشپسوت مادرِ اینی، بوده است.